# Svatá chýše
Svatá chýše, italsky Santa Casa, je označení pro údajný dům Panny Marie, který byl podle legendy na konci 13. století přenesen z Nazaretu do Itálie, kde nyní stojí v bazilice v obci Loreto. Po vzoru Svaté chýše byly zejména v 17.–18. století na mnoha místech budovány loretánské kaple (lorety).

## Legenda

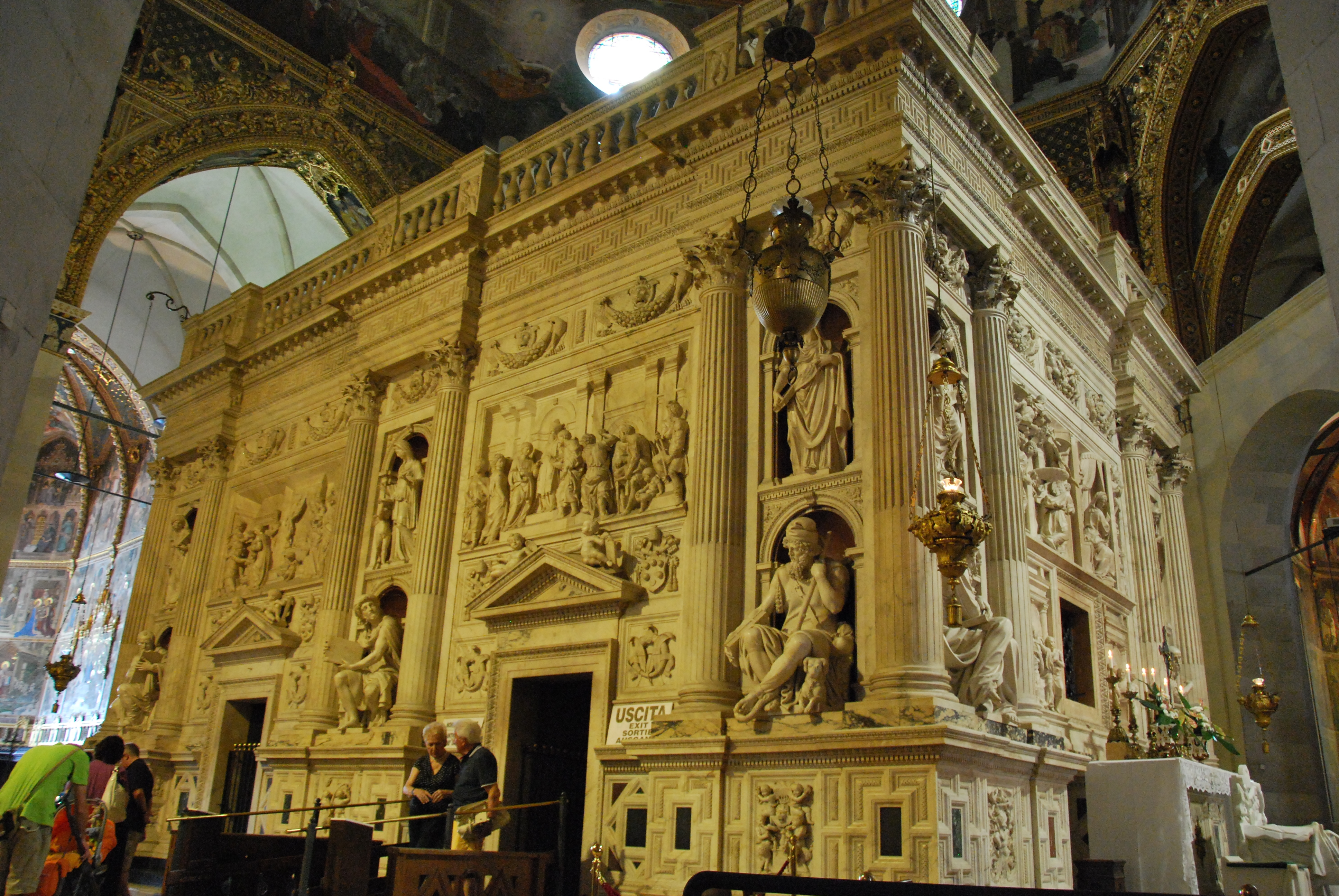
Svatá chýše v Bazilice

Loretánská legenda praví, že dům byl nejprve (prý roku 1291) přenesen anděly do Tersata (dnešní Rijeky) v Dalmácii. Následně byl přenesen na druhou stranu Jaderského moře do lesíka nedaleko italské Ancony, poté popoletěl o kousek dále a nakonec přistál na cestě vedoucí do městečka Recanati. Třeba říci, že tato legenda je doložena až z podstatně pozdější doby, poprvé ji sepsal administrátor Svaté chýše Pier Giorgio Terramano v roce 1472. Realističtější verze hovoří o tom, že „svaté kameny z domu Panny Marie“ nechal ze Svaté země do Itálie v roce 1294 převézt epeirský despota Nikeforos Angelos (1271–1297) jako dar u příležitosti svatby své dcery Thamar s Filipem I. Tarentským. Teprve v pozdější době se, snad pod vlivem různých legend o zázračně přenesených soškách a obrazech, jakož i spojením jména rodu Angeloi se slovem anděl, objevilo podání o nadpřirozené translaci.
Jádro Svaté chýše, nacházející se dnes v Loretu, představuje obdélná stavbička o rozměrech zhruba 9 na 4 metry se třemi „původními“ stěnami z pískovcového zdiva o tloušťce asi 50 cm, sahajícími do výše kolem 3 metrů, směrem vzhůru navazuje pozdější zdivo cihelné. Vnitřek zčásti pokrývají nástěnné malby z konce 14. století. Prostor doplňuje novodobější valená klenba, pozdějším přídavkem je i čtvrtá stěna v místech, kde původní stavba v Nazaretu navazovala na grottu (jeskyni) ve skále. Srovnání Svaté chýše a grotty v Nazaretu ukazuje, že obě části si navzájem odpovídají. Připevnění ke skále v Nazaretu se shoduje s roztečí stěn v Loretu. To, že v Nazaretu existují základy, které stavba v Itálii postrádá, však není nutné vysvětlovat pouze zázračným posazením přeneseného domku na cestu, neboť základy nejsou použity ani u řady jiných staveb v této oblasti. Ve druhé polovině 15. století byl přímo kolem Svaté chýše vybudován velký chrám a sama uctívaná stavba, jejíž kamenná podoba se zdála tehdejšímu cítění příliš prostá, byla obestavěna bohatě zdobeným mramorovým obalem v podobě kvádru podle projektu Donata Bramanteho z roku 1509. V rámci této přestavby došlo také k zazdění původního a proražení nových vstupních otvorů. Cílem křesťanských poutníků však není jen samotné stavení, ale také zpodobnění Černé Matky Boží, nejprve ve formě ikony, od 16. století pak sošky. Ta nynější je dílem Enrica Quattriniho a Leopolda Celaniho z roku 1922, kdy nahradila dosavadní sošku, zničenou při požáru o rok dříve.

## Lorety
Od 16. století se jezuity propagované budování napodobenin Svaté chýše (a to včetně Bramanteho obalu), označovaných jako lorety, šířilo v katolických zemích Evropy. Také na českém území bylo v 17. a počátkem 18. století postupně zbudováno na pět desítek loret. Mnohdy u jejich vzniku stáli aristokraté, kteří Loreto navštívili během své cesty do Itálie. Vůbec nejstarší takovou loretu dal postavit při svém zámku v Horšovském Týně Kryštof mladší z Lobkovic roku 1584. Dnes již neexistuje, byla zbořena roku 1787. Nejstarší dochovaná česká loreta stojí v klášteře Hájek nedaleko Unhoště, další lorety se nacházejí např. v Brně, Kosmonosech, Praze-Hradčanech, Rumburku, Římově, Slaném, u Vlašimi, na Komorním Hrádku a ve Starém Hrozňatově. Nejstarší a nejvýznamnější loretu na Moravě nechal postavit na svém panství v Mikulově kardinál František z Ditrichštejna (založena roku 1623, v roce 1784 zničena požárem, trosky areálu později přestavěné na Ditrichštejnskou hrobku).